# Réflexe cutané plantaire
Pour les articles homonymes, voir RCP et Babinski.

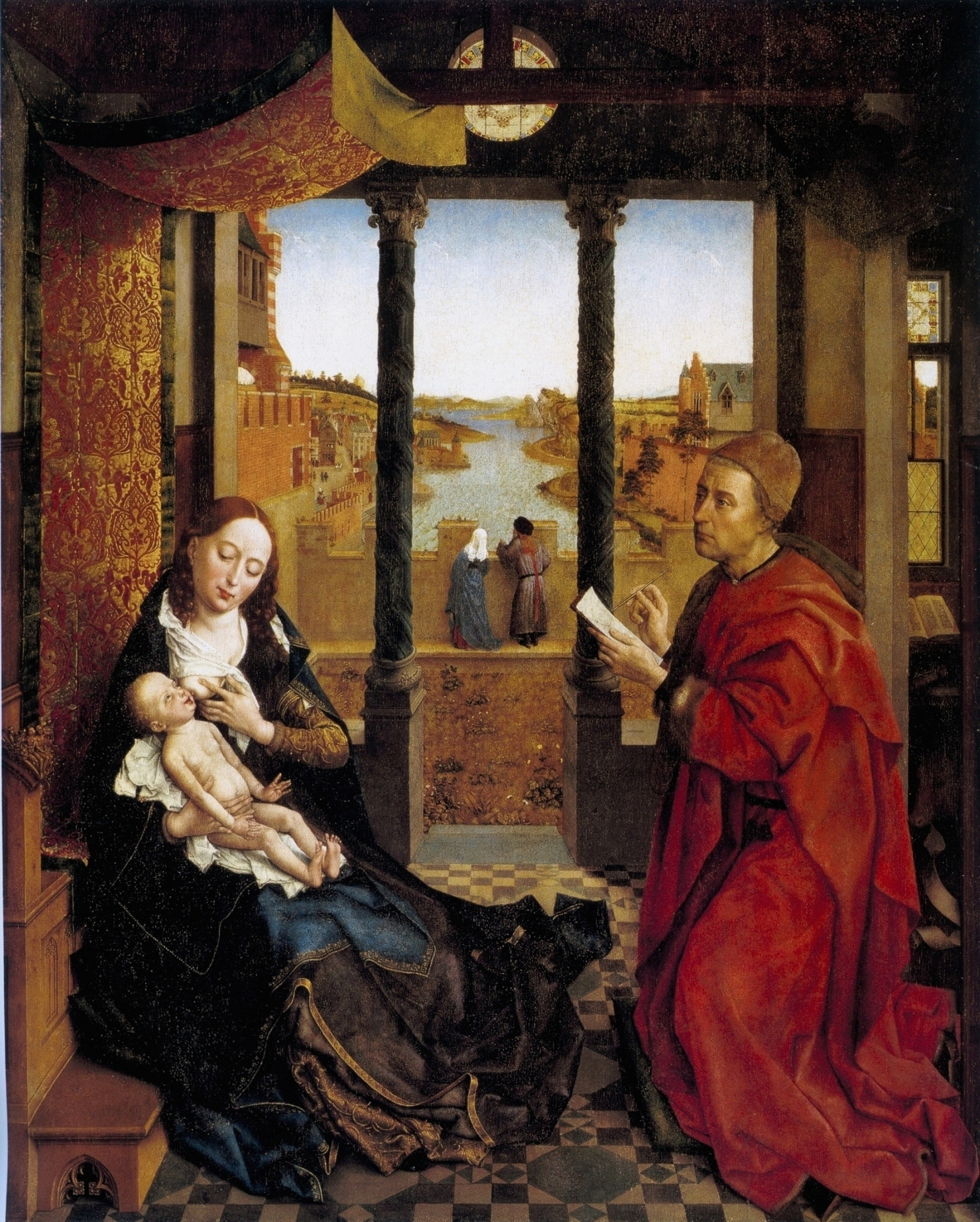
La Vierge à l'Enfant Saint Luc dessinant la Vierge (1435–1440) de Rogier van der Weyden serait la première observation du réflexe de Babinski.

Le réflexe cutané plantaire ou réflexe de Babinski est un réflexe primitif que l'on recherche chez le bébé par la stimulation de la plante du pied. Normalement, ce réflexe disparaît vers l'âge de six mois environ. Sa présence au-delà de cet âge peut indiquer des troubles neurologiques. Chez l'adulte sain, la réaction normale est plutôt de replier les orteils.  
Le signe de Babinski (ou signe de Koch) est la réponse en extension dorsale du gros orteil lors de la recherche de ce réflexe cutané plantaire.

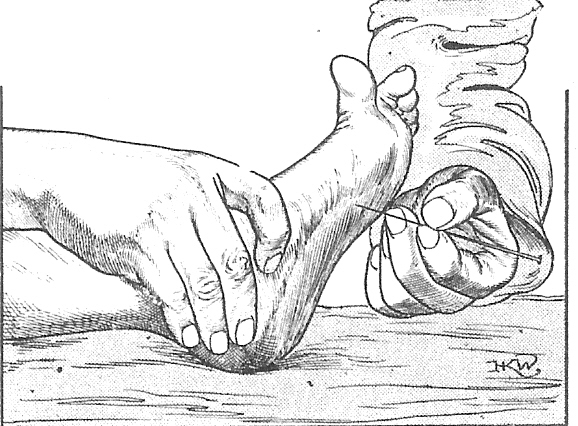
Signe de Babinski.

## Technique d'examen
La jambe est légèrement fléchie sur la cuisse, le pied reposant sur le lit. Le réflexe est évoqué par la stimulation tactile de la plante, partie externe, au moyen d'un objet pointu (non piquant), que l'on promènera d'arrière en avant, du talon vers les orteils. Chez le sujet sain, les orteils se fléchissent.

## Réaction anormale
Ce réflexe peut être aboli. Son inversion — au lieu de se faire en flexion, se fait en extension — constitue le signe de Babinski.
Le signe de Babinski est un signe clinique en médecine qui désigne un mouvement réflexe d'« extension lente et majestueuse du gros orteil » provoqué par la stimulation cutanée de la région externe de la plante du pied. Inconstamment associé à une abduction des autres orteils (signe de l'éventail de Dupré), il doit son nom au médecin Joseph Babinski.
Le signe de Babinski est pathognomonique d'une atteinte du faisceau pyramidal — les voies neurologiques qui relient le cortex moteur aux motoneurones médullaires. Il peut être la première manifestation du syndrome pyramidal. 
Le signe de Babinski est, notamment, utilisé pour détecter un problème neurologique lors d'un accident de plongée à l'air dû à une décompression trop rapide.